# Агрон (Гранада)
Агрон (ісп. Agrón) — муніципалітет в Іспанії, у складі автономної спільноти Андалусія, у провінції Гранада. Населення — 340 осіб (2010).
Муніципалітет розташований на відстані близько 380 км на південь від Мадрида, 24 км на південний захід від Гранади.

## Демографія
Динаміка населення (INE ):

## Галерея зображень

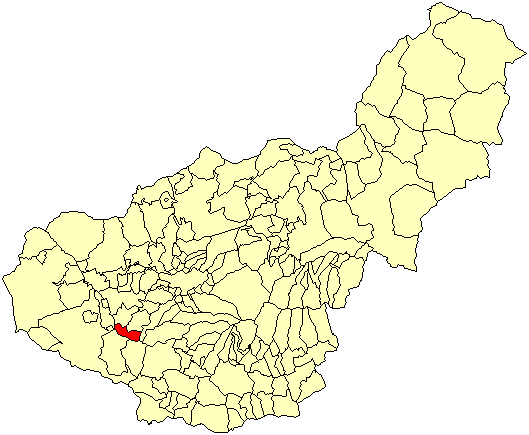
Розташування муніципалітету в провінції Гранада
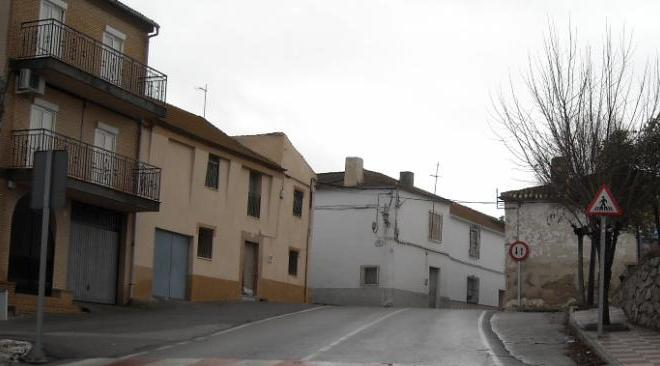
Агрон (2019)